# Informator Naukowy Centralnej Biblioteki Wojskowej
Informator Naukowy Centralnej Biblioteki Wojskowej – kwartalnik wydawany w okresie 2007–2009. 
Pismo było kontynuacją czasopism: „Biuletyn Nabytków Piśmiennictwa Wojskowego” i „Biuletyn Wojskowej Służby Archiwalnej”. Wydawcą była Centralna Biblioteka Wojskowa. W piśmie publikowane były: artykuły, materiały źródłowe dotyczące historii wojskowości. Kontynuacja periodyku jest kwartalnik „Studia i Materiały Centralnej Biblioteki Wojskowej im. Marszałka Józefa Piłsudskiego”. 